# LGV南ヨーロッパ大西洋線

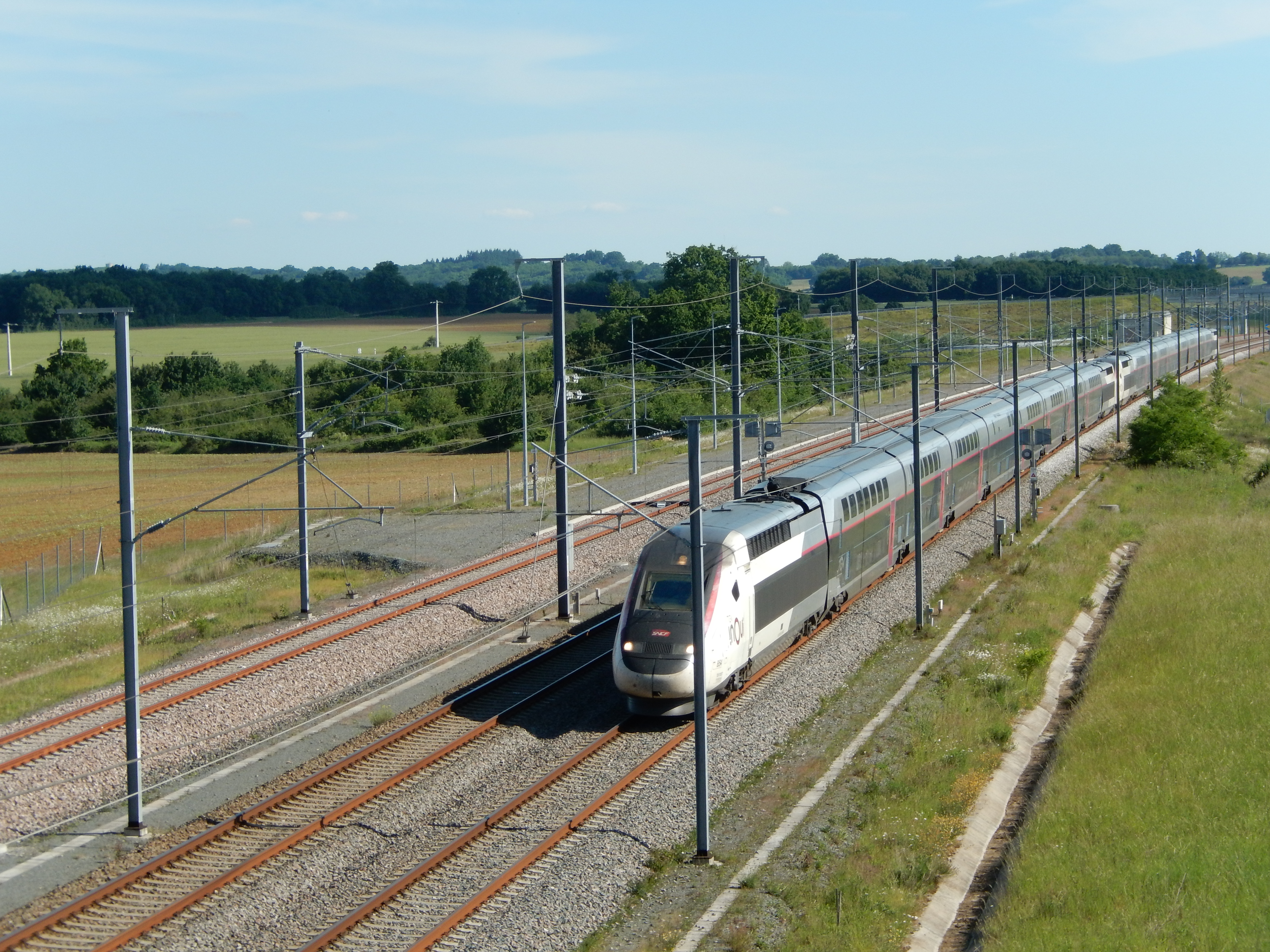
プリブー（ドゥー＝セーヴル県）にあるLGV南ヨーロッパ大西洋線の写真。

LGV南ヨーロッパ大西洋線 (フランス語: LGV Sud Europe Atlantique,LGV SEA) またはLGV南西線 (LGV Sud-Ouest) はフランスのトゥール・ボルドー間の高速鉄道路線 (LGV) である。パリから南西へ伸びるLGV大西洋線の延長区間であり、ボルドー方面へ向かうTGVなどが運行されている。

## 概要
ポワトゥー＝シャラント地域圏、アキテーヌ地域圏、ミディ＝ピレネー地域圏などのフランス南西部と、パリ、ロンドン、ブリュッセルやそれ以遠の北ヨーロッパ地域とを結ぶ。パリ・ボルドー間の現行3時間～3時間半の所要時間を最高速度300km/hで2時間10分程度に短縮することが計画されている。トゥール、ポワチエ、アングレーム、ボルドーとフランス南西部との都市間連絡や他のヨーロッパ諸国との接続が改善される。
LGV南西線の計画は、現在の線路容量が逼迫した既存の在来線とも関係している。最高速度220km/hの高速列車TGVと速度の遅いローカル列車TERや貨物列車が同じ路線に混在し輻輳した状態になっており、効率的な運行が妨げられている。専用のTGV用の高速新線を建設することによって、より多くの貨物列車やTERなどが既存の在来線で運行可能になる。混雑している区間に新たなTER網を作ったり、貨物列車の運行回数を増やすことによって道路交通を減らすこともでき、環境負荷も減らすことができるとされている。
新線の建設により経済的な効果ももたらされ、第1期計画（アングレーム・ボルドー間）の建設で5年間に1万人の雇用が生み出されることが予想され、他にも新線の開業効果による産業振興が期待されている。
完全な国営ではなく、LISEAコンソーシアムが指定管理者制度 (PPP) によって包括50年間の権利を取得し、建設と2061年までの保守を請け負う官民共同事業である。LISEAには建設大手ヴァンシ（33.4%）、金融大手預金供託金庫（25.4%）、投資信託メリディアム（22.0%）、アルディアン（19.2%）が共同設立し、これにフランス鉄道線路事業公社（現SNCF Réseau）が12億ユーロを、欧州連合が30億ユーロ を拠出している。

## その他
- LGV南西線ではリブルヌはバイパスされ、既存の路線より距離が短縮される。
- サン＝ピエール＝デ＝コープ (Saint-Pierre-des-Corps) 、ボルドー間に新駅は建設されず、シャテルロー (Châtellerault) 、ポワチエ、アングレームは既存の駅が利用され、高速新線へは連絡線によって接続される。
- ポワチエ南部ではラ・ロシェルへ向かう連絡線が接続される。
- トゥール・ボルドー間は50分かかる予定。300 km/h対応の新線建設には47億ユーロの建設費が見込まれ、旅客数は年平均500万人に増加すると見込まれている。

## 沿革
- 2012年前半 - 着工
- 2017年
  - 2月20日 - 試運転開始（6月15日まで）[3]
  - 7月2日 - 開業[4][5]